# ينس بيتر بيرثيلسن
ينس بيتر بيرثيلسن هو مبارز بالسيف دنماركي، ولد في 15 ديسمبر 1854 في هيليرود في الدنمارك، وتوفي في 26 يوليو 1934 في كوبنهاغن في الدنمارك.

## وصلات خارجية
- ينس بيتر بيرثيلسن على موقع أوليمبيديا (الإنجليزية)